# آرون را
أرون را (بالإنجليزية: Aron Ra) ولد باسم ل. أرون نيلسون (بالإنجليزية: L. Aron Nelson) من مواليد 15 أوكتوبر 1962

## النشأة والدراسة
وُلد آرون را في كينجمان بولاية أريزونا، وتعمد في كمورموني. على الرغم من نشأته الدينية، يقول إنه كان متشككًا منذ صغره.Aron Ra Biography
درس علم الحفريات في جامعة تكساس في دالاس. في عام 2022، حصل على بكالوريوس العلوم في الأنثروبولوجيا من كلية التطور البشري والتغيير الاجتماعي في جامعة ولاية أريزونا.

## المسار المهني والأراء
هو ناقد صريح للإيمان بالله والخلق وداعية لإدراج التطور في مناهج العلوم، ينتج آرون مقاطع فيديو على YouTube حول موضوعات الشك والفكر الحر والإلحاد.
في مارس 2017، استقال را من منصبه كرئيس للإتحاد الدولي للملحدين للترشح لمجلس شيوخ ولاية تكساس ضد الرئيس الحالي بوب هول. أول مرشح ديمقراطي يترشح لمقعد المنطقة الثانية منذ عام 2002، انسحب من السباق بعد فشله في تأمين تأييد الحزب الديمقراطي.
يُعرف رع بأنه نسوي وكشيطاني.

## وصلات خارجية
آرون را على موقع ميوزك برينز (الإنجليزية)
- آرون را على موقع ديسكوغز (الإنجليزية)